# 卡拉奥拉
卡拉奥拉，是西班牙拉里奥哈自治区的一个市镇。总面积94平方公里，总人口20528人（2001年），人口密度218人/平方公里。

## 友好城市
- 法國 科萨德